# Piràmide de Ball
La Piràmide de Ball és un illot deshabitat localitzat enmig de l'oceà Pacífic, una resta de l'erosió d'un antic volcà en escut i la caldera que es va formar fa 7 milions d'anys. Està situada a 20 km al sud-est de l'Illa de Lord Howe. Té una altitud de 562 m, i únicament 300 de llarg. Està situada a 31° 45′ 21″ S, 159° 15′ 02″ E / 31.75583°S,159.25056°E. Forma part del parc marí de l'Illa de Lord Howe.
La Piràmide de Ball té alguns illots al voltant. La Roca Observatori i l'Illot Wheatsheaf estan a 800 m nord-oest, i 800 m sud-oest, respectivament, de l'extrem oest de la Piràmide de Ball. La Roca del Sud-oest és un cim situat a 3,5 km al sud-est de la piràmide de Ball. Igual que l'illa de Lord Howe i la cadena de muntanyes submarines de Lord Howe, la Piràmide de Ball està situada en l'elevació de Lord Howe, que forma part del continent submergit de Zelàndia.

## Història
La piràmide va rebre el seu nom del Tinent Henry Ball, que la va descobrir l'any 1788 al mateix temps que l'Illa de Lord Howe. Es creu que la primera persona que va trepitjar la piràmide va ser el geòleg Henry Wilkinson, del Departament de Mines de Nova Gal·les del Sud, l'any 1882.
Es va coronar el seu cim per primera vegada el 14 de febrer de 1965, dia en què ho va aconseguir un equip d'escaladors del Club d'Escalada Sydney Rock, format per Bryden Allen, John Davis, Jack Pettigrew i David Witham.
Va haver-hi un intent anterior, en 1964, realitzat per un altre equip de Sidney compost per l'aventurer Dick Smith (que tenia llavors només 20 anys) i altres membres del moviment Scout. Es van veure forçats a tornar al cinquè dia d'escalada, ja que es van quedar sense menjar i aigua. En 1979 Smith va tornar a la piràmide, juntament amb els escaladors John Worrall i Hugh Ward, i van aconseguir arribar al cim, on van desplegar una bandera de Nova Gal·les del Sud regalada pel Premier Neville Wran i van declarar l'illa com a territori australià (una formalitat que sembla que no s'havia realitzat amb anterioritat).
En 1982 es va prohibir la pràctica de l'escalada en la piràmide, mitjançant una esmena a l'Acta de l'Illa de Lord Howe, i en 1986 el Consell de l'Illa de Lord Howe va prohibir l'accés a la piràmide. En 1990 va canviar la política, de manera que es va permetre alguna activitat d'escalada, sota unes condicions molt estrictes. En els últims anys, per poder realitzar escalada a l'illa cal fer una sol·licitud al ministre competent.
En 2000/2001 s'hi van trobar exemplars de l'Insecte pal de l'illa de Lord Howe (Dryococelus australis). En l'ascensió frustrada de 1964, Dave Roots va tornar amb una fotografia de l'insecte, que es creia extingit. El seu grup d'escaladors va informar que havien vist insectes morts. En els anys següents es van trobar més insectes morts, però no es va aconseguir trobar cap espècimen viu.

## Fauna

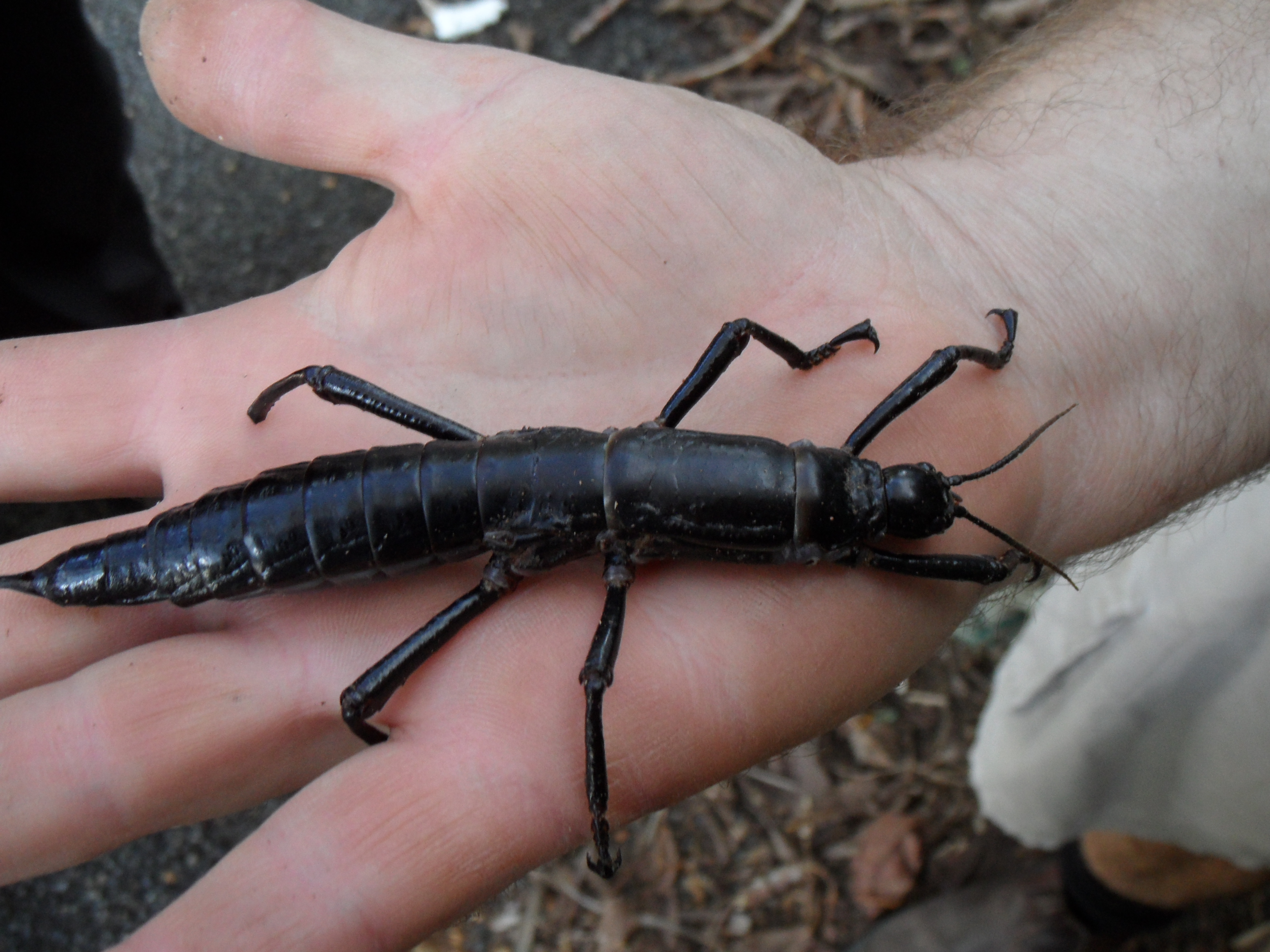
Insecte bastó de l'illa de Lord Howe

En 2001, un equip d'entomòlegs i conservacionistes va aterrar en la Piràmide de Ball per traçar un mapa de la seva flora i fauna. Per a la seva sorpresa, van redescobrir la població d'insecte pal de l'Illa de Lord Howe (Dryococelus australis) que viu en una àrea 6 x 30 m. a una altura de 100 m. per sobre de la línia de costa, sota un únic arbust de Melaleuca howeana. L'arbust creixia en una esquerda petita, on l'aigua es filtrava per les esquerdes de les roques subjacents. Aquesta humitat va afavorir el creixement de plantes relativament exuberants que havien, amb el temps, donat lloc a una acumulació de restes de plantes, de diversos metres de profunditat. formant la petita extensió de sòl. La població d'insectes pal era molt petita, de només 24 individus. Dues parelles van ser portades a dos zoològics del Pacífic per criar noves poblacions. Aquesta expedició va néixer de la informació aportada per Dave Roots, que havia portat la fotografia d'un insecte, que el Museu d'Austràlia li va dir que es pensava que estava extint.